# Ilica (album sastava Elemental)
Elemental je u lipnju 2020. putem Bandcampa izbacio svoj osmi studijski album ILICA (383records). Prethodno tome su izbacili singl “Hej, sanjalice”. Autori video spota za pjesmu su Klosharenilo i Nevio Smajić. Ostali singlovi s albuma uključuju pjesme “Ilica”, “Dvojka”, “U velikom gradu”, “Ptice bez gnijezda” i “Nešto glasno”.

## Popis pjesama
| 1.    | »Ilica«              | Mirela Priselac Remi, Luka Tralić Shot | Konrad Lovrenčić Koni, Mirela Priselac Remi, Luka Tralić Shot, Ivan Vodopijec, Davor Zanoški, Erol Zejnilović | 3:38 |
| 2.    | »U velikom gradu«    | Mirela Priselac Remi, Luka Tralić Shot | Konrad Lovrenčić Koni, Mirela Priselac Remi, Luka Tralić Shot, Ivan Vodopijec, Davor Zanoški, Erol Zejnilović | 4:03 |
| 3.    | »Živa glava«         | Mirela Priselac Remi, Luka Tralić Shot | Konrad Lovrenčić Koni, Mirela Priselac Remi, Luka Tralić Shot, Ivan Vodopijec, Davor Zanoški, Erol Zejnilović | 3:12 |
| 4.    | »Ptice bez gnijezda« | Mirela Priselac Remi, Luka Tralić Shot | Konrad Lovrenčić Koni, Mirela Priselac Remi, Luka Tralić Shot, Ivan Vodopijec, Davor Zanoški, Erol Zejnilović | 2:58 |
| 5.    | »Hej, sanjalice«     | Mirela Priselac Remi, Luka Tralić Shot | Konrad Lovrenčić Koni, Mirela Priselac Remi, Luka Tralić Shot, Ivan Vodopijec, Davor Zanoški, Erol Zejnilović | 3:56 |
| 6.    | »Nešto glasno«       | Mirela Priselac Remi, Luka Tralić Shot | Konrad Lovrenčić Koni, Mirela Priselac Remi, Luka Tralić Shot, Ivan Vodopijec, Davor Zanoški, Erol Zejnilović | 3:05 |
| 7.    | »Dvojka«             | Mirela Priselac Remi, Luka Tralić Shot | Konrad Lovrenčić Koni, Mirela Priselac Remi, Luka Tralić Shot, Ivan Vodopijec, Davor Zanoški, Erol Zejnilović | 3:00 |
| 8.    | »Posljednji gosti«   | Mirela Priselac Remi, Luka Tralić Shot | Konrad Lovrenčić Koni, Mirela Priselac Remi, Luka Tralić Shot, Ivan Vodopijec, Davor Zanoški, Erol Zejnilović | 5:21 |
| 29:37 |                      |                                        | |      |

- Tekstove, glazbu i aranžman svih pjesama potpisuje Elemental.
- Sve pjesme snimljene su u Zagrebu tijekom 2019. godine u Element studiju, osim "Nešto Glasno" (Funhouse studio) i "Hej, sanjalice" (prostorije Psihomodo Popa).

## Izvođači
- Davor Zanoški Zane - klavijature
- Zvonimir Ante Stamać - likovno oblikovanje, tonsko snimanje na pjesmi "Hej, sanjalice"
- Erol Zejnilović - gitara, snimanje
- Ivan Komlinović - Roland TB-303 na pjesmi "Dvojka"
- Ivan Vodopijec John - bubnjevi
- Konrad Lovrenčić Koni - bas-gitara
- Kristijan Smok - fotografija
- Luka Tralić Shot - vokal, produkcija, tonsko snimanje, mix, mastering
- Mirela Priselac Remi - vokal
- Vida Manestar - vokal